# Championnats d'Afrique de BMX 2016
Navigation
Édition précédente Édition suivante
Les championnats d'Afrique de BMX 2016 ont lieu le 2 octobre 2016 à Durban en Afrique du Sud.

## Podiums
| Épreuves            | Or          | Argent        | Bronze          |
| ------------------- | ----------- | ------------- | --------------- |
| Épreuves masculines |             |               |                 |
| Élites hommes       | Kyle Dodd   | Alex Limberg  | Miguel Carvalho |
| Juniors hommes      | Dylan Eggar | Tyler Klumper | Manqoba Madida  |

## Tableau des médailles
| Rang  | Nation         | Or | Argent | Bronze | Total |
| ----- | -------------- | -- | ------ | ------ | ----- |
| 1     | Afrique du Sud | 2  | 2      | 2      | 6     |
| Total | Total          | 2  | 2      | 2      | 6     |